# Basaltlava

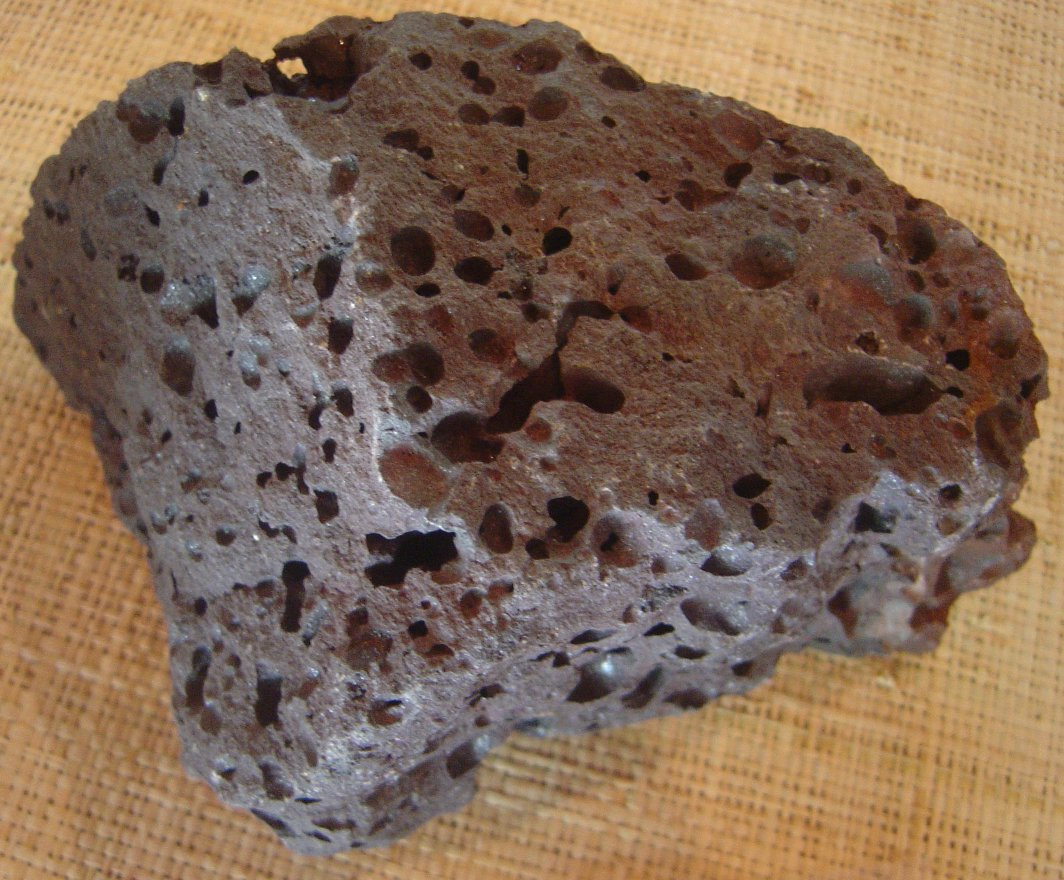
Basaltlava

Basaltlava is basalt waar door gasvorming veel open poriën in zijn ontstaan.

## Eigenschappen
Basaltlava is een zeer poreuze steensoort, met een onregelmatig breukvlak dat ruw en scherp aanvoelt. Omdat de steen ook in bewerkte toestand erg stroef blijft, is deze veel toegepast voor vloeren en vooral trappen, met name omdat het oppervlak ook in natte toestand zijn stroefheid behoudt. Verder verweert basaltlava niet noemenswaardig: de steen is zeer vorstbestendig en bestand tegen zuren. Hooguit zal er algvorming of mosaangroei plaatsvinden in natte situaties, en zal de steen in de loop der eeuwen steeds donkerder worden, tot grauwzwart toe.

## Toepassingen
Het materiaal is eeuwenlang gebruikt voor de vervaardiging van molenstenen, totdat in de jaren twintig van de 20e eeuw een synthetische vervanging op de markt kwam.
Basaltlava wordt vanwege zijn uitstekende slijt- en weervastheid ook wel gebruikt voor de restauratie van monumenten, bijvoorbeeld voor trappen, balustrades of voor de vervanging van kwetsbare onderdelen als spuwers en pinakels. In de jaren tachtig zijn zo hele delen van de Sint-Janskathedraal in 's-Hertogenbosch vervangen in basaltlava, als alternatief voor zandsteen, vanwege het verbod op het gebruik van zandsteen in 1951. Zo is in 1993 Volvic basaltlava toegepast aan de Onze Lieve Vrouwetoren in Amersfoort, waar het uitstekend aansluit op de originele zandstenen delen. Ook is basaltlava wel gebruikt als basis voor weervaste tegeltableaus.
Voorbeelden van deze steen zijn
- Londorfer basaltlava uit het Duitse Londorf in de deelstaat Hessen
- Niedermendiger basaltlava uit het Duitse Niedermendig (Eifel)
- Hohenfelser basaltlava uit Hohenfels-Essingen
- Mayener basaltlava uit Mayen en
- Volvic basaltlava uit het Franse Volvic in de Puy-de-Dôme